# Henrik Eriksson (Skilangläufer)
Henrik Eriksson (* 4. Februar 1974) ist ein ehemaliger schwedischer Skilangläufer.

## Werdegang
Eriksson, der für den IFK Mora SK startete, hatte seinen ersten internationalen Erfolg bei den Nordischen Junioren-Skiweltmeisterschaften 1994 in Breitenwang. Dort gewann er die Bronzemedaille mit der Staffel. Zudem errang er dort den 24. Platz über 10 km klassisch und den 23. Platz über 30 km Freistil. Sein erstes von insgesamt fünf Weltcupeinzelrennen absolvierte er im März 1996 in Falun, das er auf dem 61. Platz über 10 km Freistil beendete. Im März 2001 gewann er den Wasalauf und erreichte damit zum Saisonende den siebten Platz in der Gesamtwertung des Marathoncups. In der Saison 2002/03 kam er mit vier Top-Zehn-Platzierungen auf den 11. Platz in der Gesamtwertung des Marathoncups. Sein letztes internationales Rennen absolvierte er im März 2006 mit dem Wasalauf. Dabei holte er mit dem 22. Platz seine einzigen Weltcuppunkte.

## Siege bei Worldloppet-Cup-Rennen
Anmerkung: Vor der Saison 2015/16 hieß der Worldloppet Cup noch Marathon Cup.
| Nr. | Datum        | Ort        | Rennen   | Disziplin                   |
| --- | ------------ | ---------- | -------- | --------------------------- |
| 1.  | 4. März 2001 | Sälen–Mora | Wasalauf | 90 km klassisch Massenstart |